# Honschaft Lüttgenau
Die Honschaft Lüttgenau, auch in der Schreibweise Lütgenau, war vom Mittelalter bis in das 19. Jahrhundert hinein eine von acht Honschaften des Kirchspiels Wipperfürth im Landgericht Wipperfürth des  Amtes Steinbach im Herzogtum Berg.
Aus der Charte des Herzogthums Berg von Carl Friedrich von Wiebeking des Jahres 1789 geht das Honschaftsgebiet hervor. Sie war Nordosten durch die Grenze zur Grafschaft Mark und im Südwesten durch das Wipperfürther Außenbürgerschaftsgebiet begrenzt. Im Westen grenzte sie an die Honschaft Bever, im Osten lagen jenseits der Bäche Neye I und Neye II die Honschaften Bovenholz und Biesenbach.
Im Honschaftsgebiet gab es mehrere Enklaven, die aufgrund der geschichtlichen Entwicklungen zu der Wipperfürther Außenbürgerschaft gehörten.  Mehrere Höfe innerhalb des Honschaftsgebietsbereichs waren daher nicht selbst Teil der Honschaft Lütgenau.
Zur Honschaft gehörten seinerzeit neben dem Titularort Unterlütgenau und dem Kirchdorf Egen die Wohnplätze und Hofstellen Beinghausen, Gardeweg, Platzweg, Kirchbüchel, Hasenburg, Forste, Lesebüchen, Hohenbüchen, Unternien und Vossebrechen.
Nicht zur Honschaft, aber als Exklave der Außenbürgerschaft im Honschaftsgebiet liegend, gehörten die Wohnplätze und Hofstellen Oberlüttgenau und Obernien.
Unter der französischen Verwaltung zwischen 1806 und 1813 wurde das Amt Steinbach aufgelöst und die Honschaft wurde politisch der Mairie Wipperfürth im Kanton Wipperfürth im Arrondissement Elberfeld zugeordnet. 1816 wandelten die Preußen die Mairie zur Bürgermeisterei Wipperfürth im Kreis Wipperfürth.